# Leopold Harmer (Mediziner)
Leopold Harmer (* 22. Dezember 1869 in Spillern; † 12. April 1945 ebenda) war ein österreichischer HNO-Arzt und Chirurg.
Harmer studierte Medizin an der Universität Wien, an der er 1894 promoviert wurde. Er war Arzt am Allgemeinen Krankenhaus in Wien. 1903 habilitierte er sich in Laryngologie und Rhinologie und wurde 1908 außerordentlicher Professor. Von 1913 bis 1920 war er am Wilhelminenspital.
Er veröffentlichte über Anatomie der Nase und Stenosen von Kehlkopf und Luftröhre.
Harmer war Autor in der Real-Encyclopädie der gesammten Heilkunde und Lehrbuch der speziellen Chirurgie von Julius Hochenegg (1907) sowie dem Handbuch der Hals-, Nasen- und Ohrenheilkunde von Alfred Denker und Otto Kahler.